# Giorgos Masouras
Giorgos Masouras (en griego: Γιώργος Μασούρας; Anfiloquía, 1 de enero de 1994) es un futbolista griego que juega en la demarcación de extremo para el Khaleej Club de la Liga Profesional Saudí.

## Trayectoria
Comenzó su carrera profesional en Ilisiakos y luego se mudó al club ateniense Panionios. El 27 de abril de 2016, al final de la Superliga de Grecia 2015-16, acordó una extensión de contrato por dos años con Panionios, hasta el verano de 2019.

### Olympiacos
Se unió al Olympiacos el 3 de enero de 2019.Marcó su primer gol en un 4 –0 victoria en casa ante el AEL el 30 de enero, y anotó tres goles más en la temporada de la Superliga de Grecia 2018-19.
El 6 de octubre de 2019 marcó su primer gol de la temporada de la Superliga de Grecia 2019-20 en la victoria a domicilio por 2-1 contra el Aris. El 15 de diciembre de 2019, Masouras anotó un doblete, convirtiendo dos centros de derecha de El Arbi Hillel Soudani en un 5-0 victoria contra el Asteras Tripolis en el Estadio Theodoros Kolokotronis.
El 18 de diciembre de 2019, Masouras anotó un doblete en un partido con victoria en casa por 4-1 contra el AEL.
El 24 de junio de 2020, Masouras cabeceó el balón para anotar en la victoria en casa por 2-0 por la Copa de Grecia, ayudando de esta manera para conseguir el título.
El 18 de septiembre de 2020, en el partido inaugural de la Superliga de Grecia 2020-21, su entrada al inicio de la segunda parte, autor de dos goles, cambió la imagen del partido y el Olympiacos comenzó el campeonato con una victoria en casa por 3-0 contra el Asteras Tripolis. El 8 de noviembre de 2020, marcó tras una asistencia del Kostas Fortounis que selló una victoria a domicilio por 2-0 contra el OFI Creta. El 12 de mayo de 2021, Masouras anotó en la primera mitad sellando una victoria en casa por 1-0 contra su rival PAOK. El partido fue especialmente importante para el equipo de Pedro Martins con este partido, Olympiacos ganó su título 46 por liga. El 16 de mayo de 2021, Masouras anotó un doblete en la victoria a domicilio por 4-1 en el derbi contra el Panathinaikos. Fue la mayor victoria a domicilio del Olympiacos contra el Panathinaikos en la Superliga de Grecia desde la temporada 1959-60. Masouras se convirtió en el primer jugador en marcar dos goles tan rápido (7', 12') en un derbi contra el Panathinaikos. El récord anterior lo consiguió Rafik Djebbour (22', 34'), el 9 de diciembre de 2012.
El 30 de septiembre de 2021, en la fase de grupos de la Liga Europa de la UEFA, marcó la diferencia al marcar dos goles (63', 68'), para ayudar a su equipo a sellar una contundente victoria a domicilio por 3-0 contra el Fenerbahçe. Fue elegido mejor jugador del partido por su actuación, saliendo así el Jugador de la semana. El 9 de febrero de 2022, con un gol en el último minuto del partido y con otro en la prórroga, selló la clasificación para las semifinales de la Copa Grecia 2021-22 contra Panetolikos. El 2 de marzo de 2022, marcó un doblete en tres minutos (54', 57') en un partido con una victoria en casa por 5-1 contra el Asteras Tripoli.
El 29 de mayo de 2024 fue campeón con su equipo de la Liga Europa Conferencia de la UEFA, logrando un hito único en la historia del fútbol griego, siendo el primer equipo en conseguir una copa UEFA.

## Selección nacional
Tras jugar con la selección de fútbol sub-21 de Grecia, finalmente hizo su debut con la selección absoluta el 18 de noviembre de 2018 en un encuentro de la Liga de Naciones de la UEFA 2018-19 contra Estonia, partido que finalizó con un resultado de 0-1 a favor del combinado estonio tras el autogol de Vassilis Lambropoulos.

## Estadísticas

### Clubes
| Club                      | Div.             | Temporada        | Liga  | Liga  | Liga   | Copas nacionales | Copas nacionales | Copas nacionales | Copas internacionales | Copas internacionales | Copas internacionales | Total | Total | Total  | Media goleadora |
| Club                      | Div.             | Temporada        | Part. | Goles | Asist. | Part.            | Goles            | Asist.           | Part.                 | Goles                 | Asist.                | Part. | Goles | Asist. | Media goleadora |
| ------------------------- | ---------------- | ---------------- | ----- | ----- | ------ | ---------------- | ---------------- | ---------------- | --------------------- | --------------------- | --------------------- | ----- | ----- | ------ | --------------- |
| Ilisiakos F. C. · Grecia  | 4.ª              | 2012-13          | 30    | 5     | ?      | —                | —                | —                | —                     | —                     | —                     | 30    | 5     | ?      | 0.17            |
| Ilisiakos F. C. · Grecia  | 3.ª              | 2013-14          | 26    | 5     | ?      | —                | —                | —                | —                     | —                     | —                     | 26    | 5     | ?      | 0.19            |
| Ilisiakos F. C. · Grecia  | Total club       | Total club       | 56    | 10    | ?      | 0                | 0                | 0                | 0                     | 0                     | 0                     | 56    | 10    | ?      | 0.18            |
| Panionios F. C. · Grecia  | 1.ª              | 2014-15          | 14    | 0     | 0      | 6                | 1                | 1                | —                     | —                     | —                     | 20    | 1     | 1      | 0.05            |
| Panionios F. C. · Grecia  | 1.ª              | 2015-16          | 32    | 1     | 0      | 5                | 1                | 1                | —                     | —                     | —                     | 37    | 2     | 1      | 0.05            |
| Panionios F. C. · Grecia  | 1.ª              | 2016-17          | 34    | 6     | 0      | 3                | 0                | 0                | —                     | —                     | —                     | 37    | 6     | 0      | 0.16            |
| Panionios F. C. · Grecia  | 1.ª              | 2017-18          | 29    | 4     | 1      | 9                | 3                | 0                | 4                     | 1                     | 0                     | 42    | 8     | 1      | 0.19            |
| Panionios F. C. · Grecia  | 1.ª              | 2018-19          | 14    | 6     | 1      | 2                | 1                | 0                | —                     | —                     | —                     | 16    | 7     | 1      | 0.44            |
| Panionios F. C. · Grecia  | Total club       | Total club       | 123   | 17    | 2      | 25               | 6                | 2                | 4                     | 1                     | 0                     | 152   | 24    | 4      | 0.16            |
| Olympiacos F. C. · Grecia | 1.ª              | 2018-19          | 10    | 4     | 0      | 4                | 0                | 1                | 2                     | 0                     | 0                     | 16    | 4     | 1      | 0.25            |
| Olympiacos F. C. · Grecia | 1.ª              | 2019-20          | 32    | 9     | 2      | 5                | 1                | 0                | 16                    | 1                     | 4                     | 53    | 11    | 6      | 0.21            |
| Olympiacos F. C. · Grecia | 1.ª              | 2020-21          | 31    | 13    | 5      | 6                | 1                | 0                | 12                    | 1                     | 1                     | 49    | 15    | 6      | 0.31            |
| Olympiacos F. C. · Grecia | 1.ª              | 2021-22          | 31    | 7     | 4      | 3                | 2                | 0                | 12                    | 3                     | 3                     | 46    | 12    | 7      | 0.26            |
| Olympiacos F. C. · Grecia | 1.ª              | 2022-23          | 33    | 4     | 2      | 4                | 0                | 0                | 9                     | 1                     | 2                     | 46    | 5     | 4      | 0.11            |
| Olympiacos F. C. · Grecia | 1.ª              | 2023-24          | 32    | 7     | 5      | 2                | 0                | 0                | 18                    | 2                     | 2                     | 52    | 9     | 7      | 0.17            |
| Olympiacos F. C. · Grecia | 1.ª              | 2024-25          | 10    | 1     | 0      | 3                | 0                | 0                | 4                     | 0                     | 0                     | 17    | 1     | 0      | 0.06            |
| Olympiacos F. C. · Grecia | Total club       | Total club       | 179   | 45    | 18     | 27               | 4                | 1                | 73                    | 8                     | 12                    | 279   | 57    | 31     | 0.2             |
| VfL Bochum · Alemania     | 1.ª              | 2024-25          | 14    | 2     | 0      | —                | —                | —                | —                     | —                     | —                     | 14    | 2     | 0      | 0.14            |
| VfL Bochum · Alemania     | Total club       | Total club       | 14    | 2     | 0      | 0                | 0                | 0                | 0                     | 0                     | 0                     | 14    | 2     | 0      | 0.14            |
| Total en carrera          | Total en carrera | Total en carrera | 372   | 74    | 20+    | 52               | 10               | 3                | 77                    | 9                     | 12                    | 501   | 93    | 35+    | 0.19            |
| 1. 2. 3.                  |                  |                  |       |       |        |                  |                  |                  |                       |                       |                       |       |       |        |                 |

### Selecciones
| Selección            | Año                  | Amistosos | Amistosos | Amistosos | Europa | Europa | Europa | Mundial | Mundial | Mundial | Total | Total | Total  | Media goleadora |
| Selección            | Año                  | Part.     | Goles     | Asist.    | Part.  | Goles  | Asist. | Part.   | Goles   | Asist.  | Part. | Goles | Asist. | Media goleadora |
| -------------------- | -------------------- | --------- | --------- | --------- | ------ | ------ | ------ | ------- | ------- | ------- | ----- | ----- | ------ | --------------- |
| Sub-21 · Grecia      | 2015                 | 2         | 0         | 0         | 3      | 0      | 0      | —       | —       | —       | 5     | 0     | 0      | 0               |
| Sub-21 · Grecia      | 2016                 | —         | —         | —         | 3      | 0      | 0      | —       | —       | —       | 3     | 0     | 0      | 0               |
| Sub-21 · Grecia      | Total                | 2         | 0         | 0         | 6      | 0      | 0      | 0       | 0       | 0       | 8     | 0     | 0      | 0               |
| Grecia · Grecia      | 2018                 | —         | —         | —         | 1      | 0      | 0      | —       | —       | —       | 1     | 0     | 0      | 0               |
| Grecia · Grecia      | 2019                 | 1         | 0         | 0         | 9      | 1      | 1      | —       | —       | —       | 10    | 1     | 1      | 0.1             |
| Grecia · Grecia      | 2020                 | —         | —         | —         | 3      | 0      | 0      | —       | —       | —       | 3     | 0     | 0      | 0               |
| Grecia · Grecia      | 2021                 | 3         | 1         | 1         | 6      | 1      | 0      | —       | —       | —       | 9     | 2     | 1      | 0.22            |
| Grecia · Grecia      | 2022                 | 1         | 0         | 0         | 5      | 1      | 0      | —       | —       | —       | 6     | 1     | 0      | 0.17            |
| Grecia · Grecia      | 2023                 | 2         | 0         | 0         | 8      | 5      | 0      | —       | —       | —       | 10    | 5     | 0      | 0.5             |
| Grecia · Grecia      | 2024                 | 2         | 1         | 0         | 6      | 0      | 2      | —       | —       | —       | 8     | 1     | 2      | 0.13            |
| Grecia · Grecia      | 2025                 | 2         | 0         | 2         | 2      | 0      | 0      | —       | —       | —       | 4     | 0     | 2      | 0               |
| Grecia · Grecia      | Total                | 11        | 2         | 3         | 40     | 8      | 3      | 0       | 0       | 0       | 51    | 10    | 6      | 0.2             |
| Total de selecciones | Total de selecciones | 13        | 2         | 3         | 46     | 8      | 3      | 0       | 0       | 0       | 59    | 10    | 6      | 0.17            |
| 1.                   |                      |           |           |           |        |        |        |         |         |         |       |       |        |                 |

## Palmarés

### Títulos nacionales
| Título              | Club             | País   | Año  |
| ------------------- | ---------------- | ------ | ---- |
| Superliga de Grecia | Olympiacos F. C. | Grecia | 2020 |
| Copa de Grecia      | Olympiacos F. C. | Grecia | 2020 |
| Superliga de Grecia | Olympiacos F. C. | Grecia | 2021 |
| Superliga de Grecia | Olympiacos F. C. | Grecia | 2022 |
| Superliga de Grecia | Olympiacos F. C. | Grecia | 2025 |
| Copa de Grecia      | Olympiacos F. C. | Grecia | 2025 |

### Títulos internacionales
| Título                             | Club             | Sede   | Año  |
| ---------------------------------- | ---------------- | ------ | ---- |
| Liga Europa Conferencia de la UEFA | Olympiacos F. C. | Grecia | 2024 |